# Mešita Hassan Bek
Hassan Bekova mešita, také známá též jako Mešita Hasana Beje (hebrejsky: מסגד חסן בק, Misgad Hasan Bek, arabsky: Masdžíd Hasan Bek) je jedna z nejznámějších mešit v Jaffě, což je nejstarší část Tel Avivu. Její umístění je zajímavé architektonicky i urbanisticky, protože osmanská architektura počátku 20. století ostře kontrastuje s moderními výškovými budovami konce 20. století. Ve své historii se proslavila také jako politicky aktivní místo, které bylo dějištěm několika významných demonstrací.

## Geografie
Leží v jihozápadní části Tel Avivu v Izraeli, ve čtvrti Menašija na pomezí vlastního Tel Avivu a Jaffy, na pobřeží Středozemního moře, cca 1,5 kilometru severovýchodně od historického jádra Jaffy, v nadmořské výšce necelých 10 metrů. Je situována poblíž křižovatky pobřežní ulice ha-Jarkon a ulice Josef Levi. Jde o jeden z mála pozůstatků čtvrtě Menašija, která byla ve 2. polovině 20. století zbořena a na jejím místě vyrostl pás hotelových a komerčních budov.

## Historie

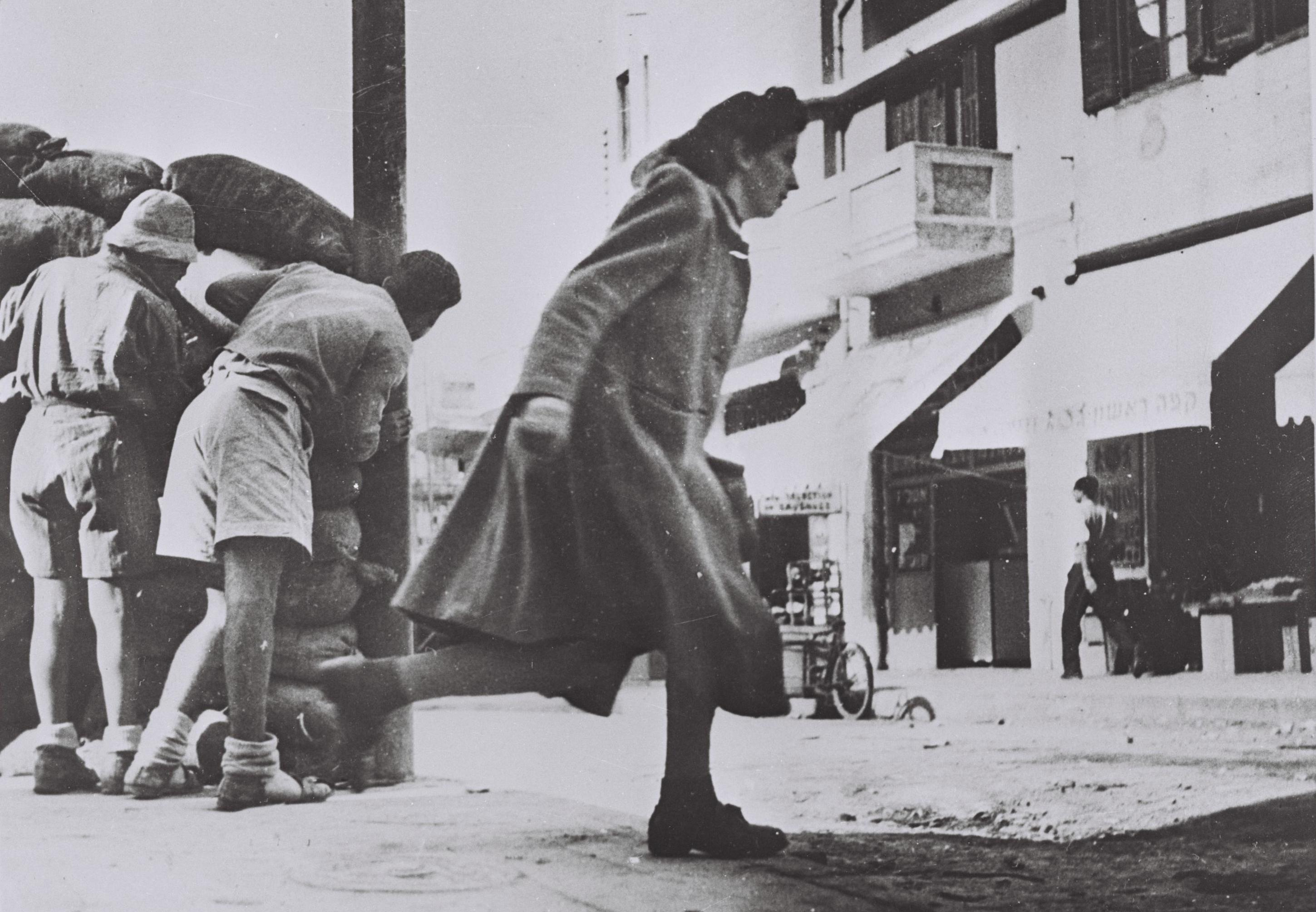
Hassan Bekova Mešita v roce 1948

Hassan Bekova Mešita byla postavena roku 1916 Turecko-Arabským guvernérem Jaffy - Hassanem Bejem, krátce předtím, než Palestinu roku 1917 obsadili Britové. Cílem této stavby bylo především zastavit počáteční židovský zájem o Tel Aviv.
Hassan Bek byl ambiciózní guvernér a měl zájem zapsat se do dějin města jako stavitel, jelikož na své stavby neměl dostatek peněz, využil první světové války jako záminky k zabavování stavebního materiálu, z tohoto materiálu je z významné části postavena i tato mešita.

## Architektura

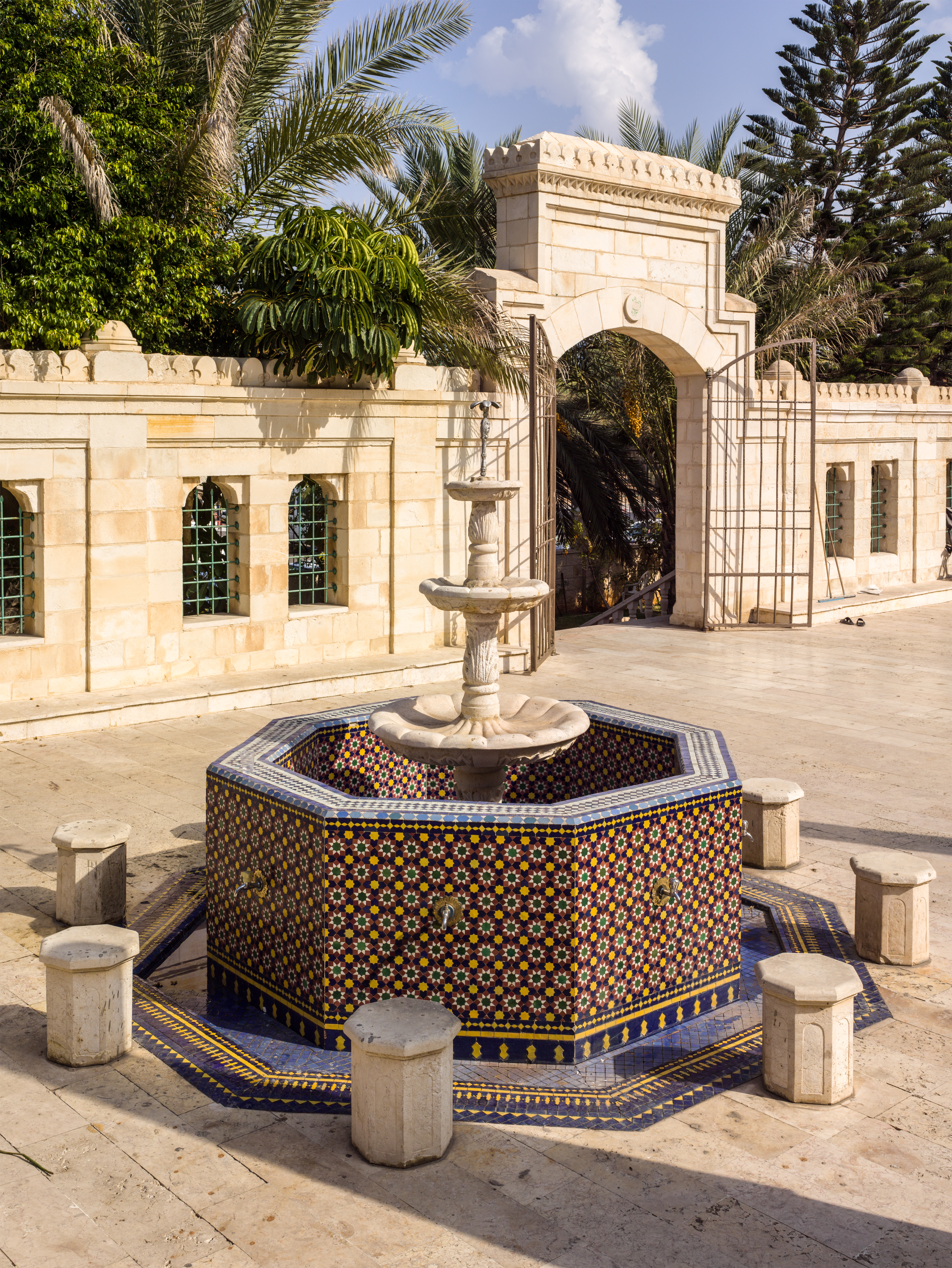
umývání fontána

Mešita je postavena na břehu Středozemního moře a na její stavbu byl použit bílý vápenec, což je pro tuto oblast poměrně neobvyklý stavební materiál. Daleko běžněji se používá žlutohnědý vápenec, použití netradičního, a tím i vzácného stavebního materiálu vždy ukazuje na snahu stavbu odlišit a zvýšit tak její význam.
Zdi jsou zpevněny úzkými meziokenními pilíři, jež dělí široké průčelí do menších sekcí, čímž tříští prostor a nepůsobí nepřirozeně a příliš mohutně. Významným architektonickým prvkem, který se podílí na rozbití prostoru, jsou i barevně zdobená okna. Část jich je kruhová a jsou rozdělena na tři části, druhá skupina oken je obdélníková s podkovovým obloukem. Zdi tvoří ozdobné cimbuří, které obklopuje nádvoří.
Mešita má jeden věžovitý, štíhlý minaret, který kontrastuje s čtvercovou modlitební chodbou s nízkou rovnou střechou.